# Saïan Supa Crew
Saïan Supa Crew [ˈsaɪən ˈsuːpə kɹuː] è un gruppo musicale francese originario della banlieue  parigina.
È un collettivo di vari gruppi rap: gli Explicit Samourai, gli OFX e Simple Spirit e fa principalmente hip hop.
Ma è anche uno dei primi gruppi nella storia del rap francese a produrre dei pezzi che toccano universi musicali molto diversi tra loro quali la bossa nova, il reggae o lo zouk. Hanno avuto una carriera folgorante sulla scena europea ed internazionale, prendendo parte a collaborazioni con diversi musicisti (ad esempio Daddy Mory, Busta Rhymes, RZA, Ky-Mani Marley, Ayọ). Si smarcano presto dal resto della scena hip hop grazie alla loro originalità e ricchezza stilistica. Il gruppo contribuisce a diffondere la tecnica beatbox tra il grande pubblico, grazie ai componenti Sly the Mic Buddah e Leeroy.
Il nome prende ispirazione dal personaggio "Super Saian" della serie manga e animata Dragon Ball Z e Dragon Ball GT.

## Storia del gruppo

### La formazione e il successo (1998–2004)
Il collettivo si forma alla fine del 1997 nello studio di DJ Fun a Bondy per iniziativa di Féfé e Leeroy, dopo un reciproco colpo di fulmine artistico. Il nome del collettivo viene scelto facendo riferimento ai super Saian, personaggi del manga shōnen Dragon Ball di Akira Toriyama, poiché il collettivo conta sette membri (Féfé, Leeroy, Vicelow, KLR, Specta, Sir Samuël e Sly Johnson stesso numero delle sfere di cristallo del manga che, se riunite, liberano una forza fuori dal comune, come eccezionale è la forza musicale che il collettivo sprigiona. 
Il collettivo inizialmente raggruppa due gruppi pre-esistenti, originari della banlieue parigina: OFX (Féfé, Vicelow, KLR), Explicit Samouraï (Leeroy, Specta) ai quali si aggiungono Sir Samuël e Sly Johnson, conoscenze di Leeroy, i quali per non essere da meno fondano un proprio duo all’interno del collettivo, destinato ad essere effimero: Simple Spirit (che dura giusto il tempo del primo EP). Ogni membro contribuisce con un apporto musicale diverso: rap tecnico (Féfé, Vicelow, Leeroy), rap consapevole (Specta), reggae/ragga (Samuël, Leeroy), beatboxing (Sly, Leeroy), soul (Sly). 
La loro carriera debutta realmente nel 1998 con un primo EP contenente cinque titoli autoprodotti, "Saïan Supa Land", con una tiratura di 1000 copie, grazie al quale iniziano a fare il giro delle case discografiche. Il 12 aprile 1998 però purtroppo KLR muore in un incidente d’auto. Nonostante i membri siano ora sei, il collettivo riesce ad ottenere un contratto con l’etichetta Source, una divisione del gruppo Virgin Records. Così nel maggio 1999 esce un album eponimo e il collettivo inizia a farsi un nome nell’ambiente rap tramite il passaparola, soprattutto grazie a dei live molto energici.
Il primo album del gruppo, intitolato KLR in omaggio all’omonimo membro scomparso, viene pubblicato nell’ottobre 1991. Diviene un successo soprattutto grazie al singolo Angela, uno dei tormentoni estivi del 2000, canzone dal linguaggio esplicito, nascosto nella lingua creola, comprensibile quindi solo a un gruppo relativamente ristretto di persone. Nel videoclip i membri della Saïan Supa Crew, vestiti da medici, tengono un corso di educazione sessuale in una sorta di casotto di legno dove si riunisce la comunità del villaggio. Angela è l’ultima ad entrare e, mentre cammina e infine si siede, catalizza completamente l’attenzione dei medici che impazziscono per lei, tentano di approcciarla immaginando già di sedurla. L’album contiene diverse influenze come ragga (Ragots e Raz de marée), reggae (Que dit-on?), zouk, soul e addirittura dei campionamenti di Burt Bacharach e Vladimir Cosma. Ha venduto più di 300.000 copie e ha raggiunto l'8º posto nella classifica francese, mantenendolo per una settimana. Con questo primo album i Saïan Supa Crew sono paragonabili al Wu-Tang Clan degli inizi.
Nel 2001 il collettivo viene invitato a recitare nel cortometraggio L'attaque du camion de glace (L’attacco al furgone dei gelati) recitando la parte di loro stessi in quanto crew, all’interno di un ambiente rap francese alquanto freestyle. Partecipano anche alla colonna sonora originale dei film francesi Adieu Babylone e La Squale.
Il loro secondo album X Raisons vince nel 2002 una Victoire de la musique, importante premio francese, nella categoria «miglior album rap/groove». Anche gli altri loro due album vengono nominati nei rispettivi anni di uscita, senza però vincere il premio. Nel settembre del 2002 il gruppo partecipa al concerto Urban Peace allo Stade de France, il più grande concerto rap mai organizzato in Europa. Purtroppo, a causa di problemi tecnici sul palco, la loro esibizione non compare sul doppio album uscito per l’occasione. Inoltre in questo periodo Specta affronta un periodo di ritiro forzato dalle scene, poiché viene incarcerato per alcuni fatti di violenza.
Nel gennaio del 2003 Specta lascia il collettivo a causa di divergenze artistiche e si focalizza su altri progetti con Explicit Samouraï. Il collettivo decide di prendersi una pausa e si consacra a progetti separati prima di riformarsi, per un nuovo album, nel 2005.

### Ultimo album e separazione (2005–2007)
L’ultimo album del collettivo Hold Up viene pubblicato il 31 ottobre 2005. Il primo estratto dell’album Jacko viene pubblicato nelle Antille. In questo album compaiono tre collaborazioni: con il cantante tedesco Patrice nel brano 96 degreez, con la cantante francese Camille nel pezzo Si j'avais su e con Will.i.am dei Black Eyed Peas nel brano La patte (videoclip realizzato da J.G. Biggs). Quest’album non va bene come i precedenti e iniziano a comparire i primi disaccordi tra i membri della crew, i quali, dopo la fine del contratto per i tre album, non riescono a mettersi d’accordo su come proseguire. A gennaio 2007 Leeroy lascia il collettivo. I quattro membri restanti lavorano su qualche nuovo titolo per qualche mese finché Féfé non parte per un suo tour. In quel momento il collettivo si scioglie definitivamente. Tuttavia riappare nella compilation rap e R'n'B Taxi 4.
Il 14 aprile 2013 Vicelow rivela un pezzo inedito del gruppo registrato nel 2007, intitolato Prends la pause juste avant la séparation (Prendi una pausa appena prima della separazione).
Nel 2016 Vicelow, Sir Samuel e Specta partecipano a diversi concerti in Cile, Argentina e Svizzera, sulla scia del successo del collettivo.

### Oltre al collettivo
Al di fuori del collettivo i suoi membri continuano a produrre musica con le proprie rispettive formazioni: a febbraio 2004 OFX fa uscire l’album Roots. È seguito da quello di Explicit Samouraï R.A.P. a gennaio 2005 e dal singolo di Sir Samuël, Vizé pli ô, ad aprile 2005. Seguono: Bollywood Trip di Leeroy nel 2006, Viens d'OFX nel 2006, Blue tape di Vicelow nel 2008, Jeune à la retraite di Féfé nel 2009, 2° coup de massue di Leeroy nel 2009 e Coup de massue volume 3 di Leeroy sempre nel 2009.
Sly Johnson fa due apparizioni nell’album di Oxmo Puccino L'Arme de paix che esce nel 2009, dopodiché fa uscire il primo album con una propria formazione, The 74ers, nome ispirato alla propria data di nascita.
Ad aprile 2011 esce Mental Offishall, singolo firmato da Sir Samüel (feat. Féfé), che riprende il testo di uno dei suoi precedenti titoli. Questo singolo annuncia l’uscita di un successivo album e il ritorno sulla scena del novembre 2011. Nel frattempo esce il primo album solista di Specta. Vicelow fa uscire successivamente il suo singolo Welcome to the BT2 e l'album Blue Tape 2 (aprile 2012). Nel 2013 Vicelow compare nella compilation Tropical Family13 come ex membro della Crew, con la cover del successo Angela.
Nell’agosto 2019, Féfé e Leeroy fanno uscire insieme 365 Jours il cui stile assomiglia molto a quello dei Saïan Supa Crew.

## Influenze musicali
I temi trattati dai Saïan Supa Crew vanno dal problema della droga (Que dit-on? – it. Che si dice?), al razzismo (La preuve par trois), passando per i rapporti intimi uomo-donna (À demi-nue – it. Svestita), il suicidio (Poison – it. Veleno) o ancora la legittimazione della violenza da parte della religione (Au nom de quoi – it. Nel nome di chi).
Al di là del rap i Saïan Supa Crew prendono ispirazione da reggae, raggamuffin, zouk, soul, beatbox o addirittura dalla disco music (si veda la loro cover di Ring My Bell di Anita Ward).

## Membri

### Membri delle origini
- Leeroy Kesiah (Khalid Dehbi), membro di Explicit Samouraï nato nel 1978 a Bagneux, lascia il collettivo a gennaio 2007
- Sly the Mic Buddah (Silvere Johnson), membro di Simple Spirit, nato il 26 gennaio 1974 a Montrouge
- Sir Samuël (Fabien Philetas), membro di Simple Spirit, nato nel 1977 a Sarcelles
- Feniksi o Féfé (Samuël Adebiyi), membro di OFX, nato il 18 gennaio 1976 a Noisy-le-Sec
- Vicelow (Cédric Bélise), membro diOFX, nato nel 1978 a Bondy
- Specta (Gérard Nubul), membro di Explicit Samouraï, nato nel 1975 à Bagneux, lascia il collettivo a gennaio 2003
- KLR, ex-membro di OFX, nato a Montfermeil, deceduto il 12 aprile 1998

### Membri supplementari
- DJ Kärve, campione di Disco Mix Club Francia 2005, si è unito al collettivo nel 2005 ed è rimasto fino al suo scioglimento
- DJ Fun
- DJ 3.14
- Alsoprodby
- DJ Eddy Kent, membro di Explicit Samouraï

## Discografia
- 1999 - KLR
- 2001 - X-Raisons
- 2005 - Hold-up